# Levitate (Imagine Dragons)
Levitate è un singolo del gruppo musicale statunitense Imagine Dragons, pubblicato il 2 dicembre 2016.
Il brano è stato composto per la colonna sonora del film sci-fi del 2016 Passengers. È stato inoltre aggiunto come traccia bonus al terzo album in studio degli Imagine Dragons, Evolve, del 2017.

## Tracce
Testi e musiche di Dan Reynolds, Wayne Sermon, Ben McKee, Daniel Platzman e Tim Randolph.
1. Levitate (From the Original Motion Picture Passengers) – 3:18

## Classifiche
| Classifica (2016)  | Posizione massima |
| ------------------ | ----------------- |
| Stati Uniti (rock) | 19                |

## Formazione
Imagine Dragons
- Dan Reynolds – voce, tastiera
- Wayne Sermon – chitarra elettrica, tastiera, cori
- Ben McKee – basso, tastiera, cori
- Daniel Platzman – batteria, percussioni, cori

Produzione
- Tim Randolph – produzione
- John Hanes – ingegneria del suono per missaggio
- Șerban Ghenea – missaggio
- Tom Coyne – mastering